# Jan von Delft
Jan von Delft (* 25. Oktober 1967 in Bloemfontein, Südafrika) ist ein deutsch-südafrikanischer theoretischer Physiker und Professor an der Ludwig-Maximilians-Universität München.
Von Delfts Hauptforschungsgebiete liegen im Bereich des Kondo-Effektes, dem Transport durch Nanosysteme, und generell der Untersuchung stark korrelierter Quantensysteme und der zu deren Beschreibung geeigneten numerischen Methoden wie  tensor networks. Derzeit ist von Delft als Professor an der LMU tätig und hat dort den Lehrstuhl (C4) für theoretische Festkörperphysik inne.
Neben der Forschung legt von Delft auch besonderen Wert auf die Lehre. Er experimentierte schon sehr früh mit der Verwendung von electronic chalk in seinen Vorlesungen und initiierte ein Projekt zur Erstellung einer Datenbank von Übungsaufgaben. Zusammen mit Alexander Altland veröffentlichte er das Lehrbuch Mathematics for Physicists, welches auf seiner langjährigen Lehrerfahrung mit der Vorlesung „Rechenmethoden der theoretischen Physik“ an der LMU München fußt.

## Leben
Jan von Delft wurde als ältestes von sieben Kindern in Bloemfontein in Südafrika geboren. Seine akademische Laufbahn begann er mit dem Studium der Physik und Mathematik an der Universität des Freistaates, Südafrika. Nach dem Bachelorabschluss wechselte er an die Universität Stellenbosch und erlange dort den Msc. in theoretischer Physik bei F. J. W. Hahne, woraufhin er an der Cornell-Universität in den USA bei Vinay Ambegaokar promoviert wurde. Im Jahr 2000 habilitierte sich von Delft an der Universität Karlsruhe und nahm den Ruf der Universität Bonn auf eine C3-Professur für theoretische Physik an. Seit 2001 ist er Inhaber des Lehrstuhles für theoretische Festkörperphysik an der LMU München. Er war 2004 ein Gründungsmitglied des Arnold Sommerfeld Zentrums für theoretische Physik. Er war Bereichskoordinator im Exzellenzcluster Nanosystems Initiative Munich und 2014 an der Gründung des Munich Quantum Center beteiligt.

## Publikationen (Auswahl)
- J. von Delft, H. Schoeller: Bosonization for beginners—refermionization for experts. In: Annalen der Physik. Band 7, Nr. 4, 1998, S. 225–305, doi:10.1002/(SICI)1521-3889(199811)7:4<225::AID-ANDP225>3.0.CO;2-L, arxiv:cond-mat/9805275.
- W. B. Thimm, J. Kroha, J. von Delft: Kondo Box: A Magnetic Impurity in an Ultrasmall Metallic Grain. In: Phys. Rev. Lett. Band 82, September 1998, S. 2143, doi:10.1103/PhysRevLett.82.2143, arxiv:cond-mat/9809416.
- J. von Delft, D. C. Ralph: Spectroscopy of discrete energy levels in ultrasmall metallic grains. In: Physics Reports. Band 345, Nr. 2–3, 2001, S. 61–173, doi:10.1016/S0370-1573(00)00099-5, arxiv:cond-mat/0101019.
- T. Hecht, A. Weichselbaum, J. von Delft, R. Bulla: Numerical renormalization group calculation of near-gap peaks in spectral functions of the Anderson model with superconducting leads. In: Journal of Physics: Condensed Matter. Band 20, Nr. 27, 2008, S. 5213, doi:10.1088/0953-8984/20/27/275213, arxiv:0803.1251.
- O. Viehmann, J. von Delft, F. Marquardt: Superradiant Phase Transitions and the Standard Description of Circuit QED. In: Phys. Rev. Lett. Band 107, 2011, S. 113602, doi:10.1103/PhysRevLett.107.113602, arxiv:1103.4639.
- K. M. Stadler, Z. P. Yin, J. von Delft, G. Kotliar, A. Weichselbaum: Dynamical Mean-Field Theory Plus Numerical Renormalization-Group Study of Spin-Orbital Separation in a Three-Band Hund Metal. In: Phys. Rev. Lett. Band 115, 2015, S. 136401, doi:10.1103/PhysRevLett.115.136401, arxiv:1503.06467.
- F. Bauer, J. Heyder, E. Schubert, D. Borowsky, D. Taubert, B. Bruognolo, D. Schuh, W. Wegscheider, J. von Delft, S. Ludwig: Microscopic Origin of the 0.7-Anomaly in Quantum Point Contacts. In: Nature. Band 501, 2013, S. 73, doi:10.1038/nature12421 (uni-muenchen.de [PDF]).